# Polyuretan

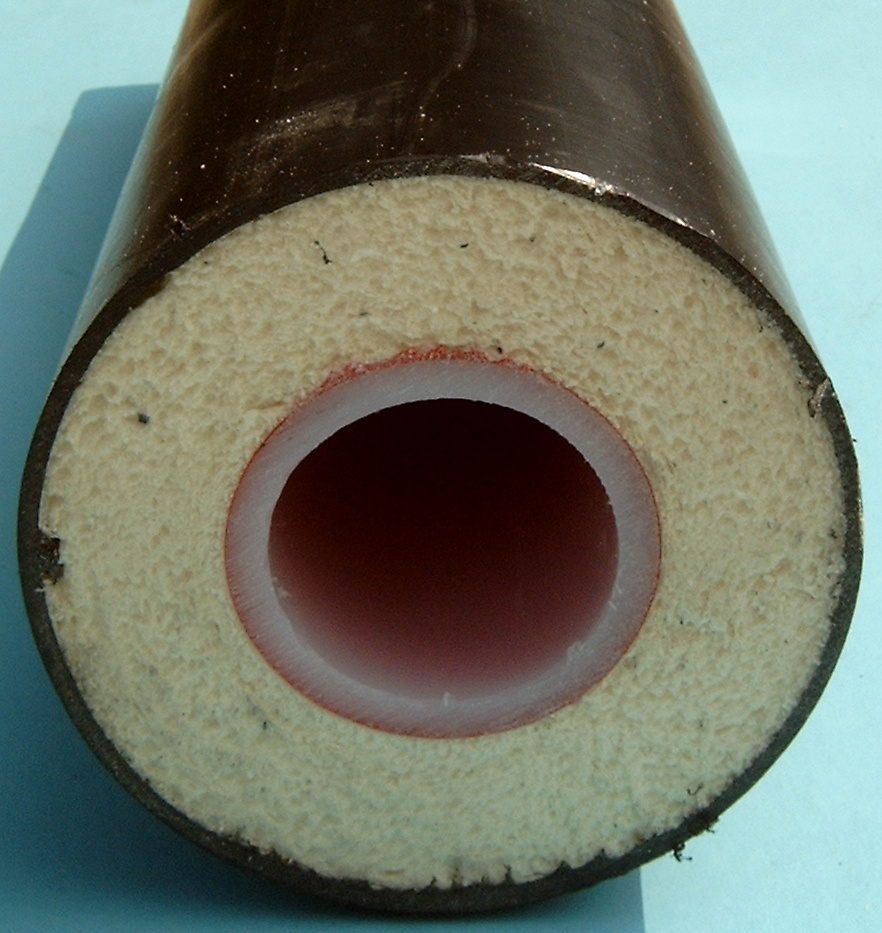
Izolace z pěnového polyuretanu

Polyuretan je polymer, který se vyrábí polyadicí diisokyanátů s dvojsytnými nebo vícesytnými alkoholy za vzniku karbamátové (uretanové) vazby. Charakteristickým znakem polyuretanů je skupina uretanů (-NH-CO-O-).
Diisokyanáty velmi snadno reagují se všemi sloučeninami, které obsahují aktivní vodík (voda, alkoholy, fenoly, thioly, aminy, karboxylové kyseliny). Hlavní růstová reakce je doprovázena řadou vedlejších reakcí, z nichž některé se cíleně využívají při výrobě určitých typů polyuretanů. Například při výrobě pěnového polyuretanu (molitan, barex) dochází díky reakci diisokyanatové skupiny s vodou k uvolňování CO2, který působí jako nadouvadlo.

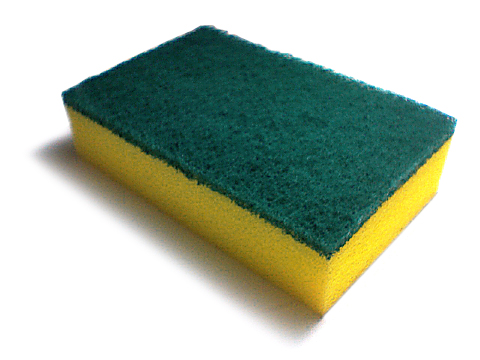
Kuchyňská houbička z pěnového polyuretanu

Polyuretany jsou lehké, pevné, pružné, otěruvzdorné. Tyto vlastnosti jsou velmi důležité pro celou řadu výrobků. Polyuretany se dnes využívají především k izolaci budov (cca 30 %), při výrobě nábytku a matrací (cca 20 %), v automobilovém průmyslu (cca 15 %), pro výrobu barev a laků (cca 10 %) a mnoha dalších produktů.

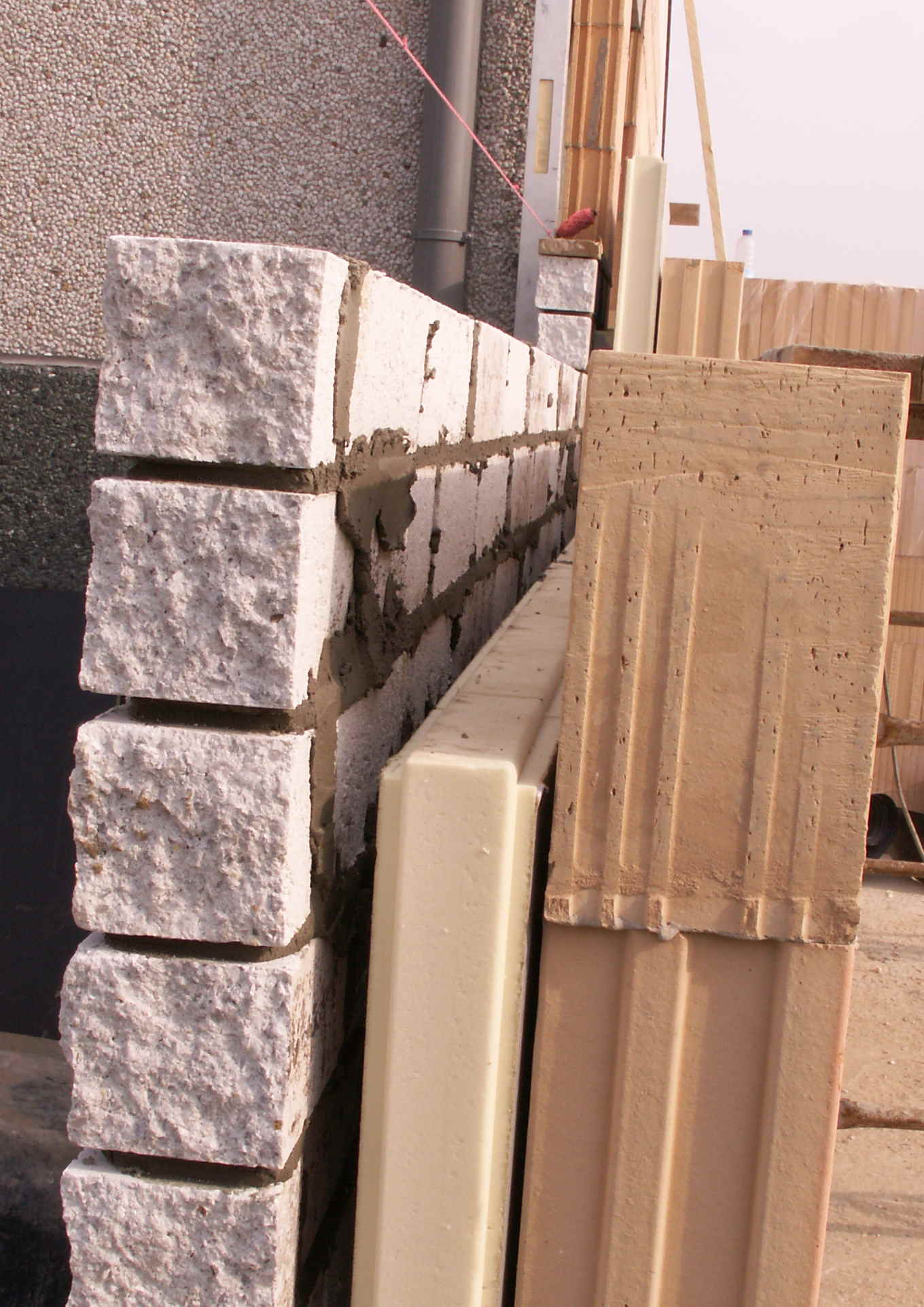
Polyuretanová izolace ve stavebnictví

## Historie
- V roce 1937 výzkumná skupina vedená Otto Bayerem poprvé syntetizovala polyuretany z 1,4-butanu a oktanu-1,8-diisokyanátu a později z hexan-1,6-diisokyanátu. Vyrobený polyuretan měl název Igamid U nebo Perlon U.
- V roce 1940 začala jeho průmyslová výroba. Vzhledem k druhé světové válce a nedostatku surovin se trh s polyuretany vyvíjel velmi pomalu. Proto byly polyuretany až do konce druhé světové války používány pouze pro vojenské účely při konstrukci letadel.
- V roce 1952 už bylo k dispozici 100 tun důležitého polyisokyanátu toluen diisokyanátu (TDI).
- Od roku 1952 do roku 1954 byly vyvinuty polyesterové pěny, což dále zvýšilo zájem o polyuretany.
- Do roku 2002 vzrostla celosvětová spotřeba polyuretanů na 9 milionů tun a do roku 2007 na 12 milionů tun.
- Roční tempo růstu spotřeby polyuretanů je 5%.

## Chemická reakce
Polyuretany vznikají polyadicí mezi dvěma monomery. Při reakci dochází k přesmyku atomu vodíku z jednoho monomeru na druhý. Reakce probíhá mezi funkční skupinou isokyanátu a alkoholem.

Reakce isokyanátu s alkoholem za vzniku polyuretanu. Modře je zvýrazněn atom vodíku, který se při adici přesmykne z jedné molekuly na druhou.
Opakující se skupina lineárního polyuretanu. Modře vyznačeny funkční skupiny uretanu.

## Typy polyuretanů
Vlastnosti polyuretanů se mohou lišit v širokém rozsahu v závislosti na stupni propojování nebo použité izokyanátové a alkoholické komponentě, případně jiné příměsi.

### Pěnový polyuretan
Pěnový polyuretan může být měkký nebo tuhý a je vyráběn pod značkou molitan a barex. Tři čtvrtiny celosvětové spotřeby polyuretanových produktů je ve formě pěn. Měkké pěnové hmoty se používají především při výrobě nábytku nebo interiérů automobilů. Tvrdé pěnové hmoty se používají především jako výplně automobilových nástaveb nebo tepelných izolací ve stavebnictví.

### Termoplastický polyuretan (TPU)
Termoplastický polyuretan může být ve formě termosetu, termoplastu nebo elastomeru. Tyto polyuretany se používají jako sloučeniny pro lisování, jako textilní elastické materiály, nejrůznější povlaky nebo jako polyuretanová lepidla.

## Použití pro výrobu
Polyuretanové produkty mají široké možnosti využití. Příklady použití pro výrobu:
- papírenské válce a rolny
- dopravníkové válce a válečky
- tlumící prvky
- povlakování proti opotřebení a chemické odolnosti
- pružné pěny
- koženky (v kombinaci s PVC), ekokůže
- textilní vlákna (sportovní oděvy)
- kolečka na skateboard i horské dráhy
- rámování autoskel
- běžecký povrch tartan